# ATV (우주선)

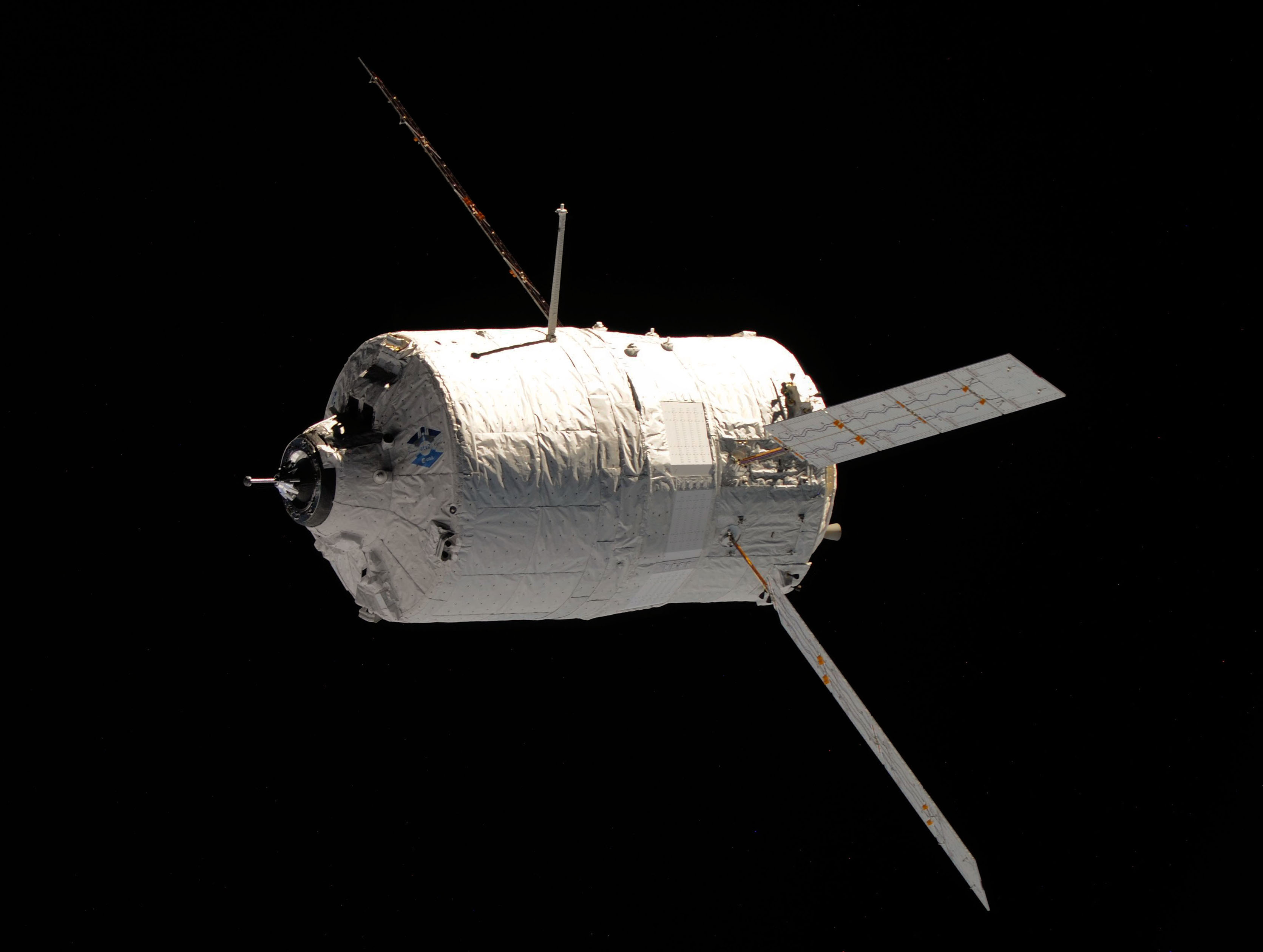
ATV-2

ATV는 유럽 ESA에서 개발한 무인우주화물선이다. 원래 국제우주정거장에는 러시아의 무인우주화물선인 프로그레스 우주선만이 사용되었으나, 일본과 유럽이 독자 무인우주화물선 개발에 성공했다.

## 국제우주정거장
2007년 현재 유도, 항법, 조종, 추진을 담당하는 핵심적인 ISS 모듈은 러시아의 즈베즈다 서비스 모듈과 프로그레스 우주선이다. ISS는 고도 유지, 우주 쓰레기 회피, 고도 조정을 위해 매년 평균 7000 kg의 추진제(propellant)를 필요로 한다. 2014년경에는 105,000 kg의 추진체가 매년 필요할 것이다. 7000 kg의 추진제를 보급하기 위해서는 여러 번의 화물 공급 우주선의 발사가 필요하다. 현재는 프로그레스 우주선을 매년 6회 발사하여 이를 충당한다.
유럽이 개발에 성공한 ATV는 러시아의 프로그레스 우주선보다 3배 정도 크다. 프로그레스가 발사중량 7톤, 탑재화물중량 2톤인데 비해 ATV는 발사중량 20톤, 탑재화물중량 8톤이다.

## ATV 응용
미니우주정거장MSS(Mini Space Station) ATV를 다수 도킹해서 우주정거장으로 사용할 수 있다.
화물회수PARES(Payload Retrieval System)는 VBK-Raduga와 비슷한 것으로서, 몇 톤의 화물을 지상으로 회수할 수 있다. 현재의 ATV는 내열처리가 안 되어 지상으로 낙하하면 산화된다.
유인우주선ATV를 유인우주선으로 개조하면 4명 또는 5명의 사람이 탑승할 수 있다.

## 같이 보기
- 프로그레스 우주선 -  러시아 RKA의 무인화물우주선, 발사중량 7톤, 최초발사 1978년
- HTV -  일본 JAXA의 무인화물우주선, 발사중량 16톤, 최초발사 2009년
- 드래곤 (우주선) -  미국 스페이스X사의 무인화물우주선, 발사중량 6톤, 최초발사 2010년